# Francisco Cardoso dos Reis
Francisco José Cardoso dos Reis (n. Lisboa, 1955) é o ex-presidente da CP, tendo sido nomeado no verão de 2006 para completar o mandato de António Manuel Palma Ramalho, que apresentou a demissão. Foi reconduzido para um novo mandato de três anos em 10 de Janeiro de 2008, terminado em 2010. Sucedeu-lhe José Benoliel.
É licenciado em Engenharia Civil e trabalha no sector ferroviário desde 1982.
Foi também Presidente da REFER durante o Governo de António Guterres.